# Санта-Мария-ди-Итабира
Санта-Мария-ди-Итабира (порт. Santa Maria de Itabira) — муниципалитет в Бразилии, входит в штат Минас-Жерайс. Составная часть мезорегиона Агломерация Белу-Оризонти. Входит в экономико-статистический микрорегион Итабира. Население составляет 10 282 человека на 2006 год. Занимает площадь 509,698 км². Плотность населения — 20,2 чел./км².

## История
Город основан 31 декабря 1943 года.

## Статистика
- Валовой внутренний продукт на 2003 год составляет 67 166 171,00 реалов (данные: Бразильский институт географии и статистики).
- Валовой внутренний продукт на душу населения на 2003 год составляет 6514,03 реалов (данные: Бразильский институт географии и статистики).
- Индекс развития человеческого потенциала на 2000 год составляет 0,800 (данные: Программа развития ООН).

## География
Климат местности: горный тропический.